# Baldet (cratera marciana)
Baldet é uma cratera marciana. Tem como característica 180 quilômetros de diâmetro. O seu nome é em homenagem a Fernand Baldet, um astrónomo francês.